# カヴァッツォ・カルニコ
カヴァッツォ・カルニコ（伊: Cavazzo Carnico）は、イタリア共和国フリウリ＝ヴェネツィア・ジュリア州ウーディネ県にある、人口約900人の基礎自治体（コムーネ）。

## 地理

### 位置・広がり

#### 隣接コムーネ
隣接するコムーネは以下の通り。括弧内のPNはポルデノーネ県所属を示す。
- アマーロ
- ボルダーノ
- トルメッツォ
- トラザーギス
- ヴェンゾーネ
- ヴェルゼーニス
- ヴィート・ダージオ (PN)

### 気候分類・地震分類
カヴァッツォ・カルニコにおけるイタリアの気候分類 (it) および度日は、zona E, 2685 GGである。
また、イタリアの地震リスク階級 (it) では、zona 2 (sismicità media) に分類される。

## 行政

### 分離集落
カヴァッツォ・カルニコには、以下の分離集落（フラツィオーネ）がある。
- Cesclans, Mena, Somplago